# المجلس البريطاني الأيرلندي
المجلس البريطاني الأيرلندي (بالإنجليزية: British–Irish Council، واختصاراً: BIC) هي منظمة حكومية دولية تهدف لتحسين التعاون بين أعضائها ضمن عدد من المجالات ومنها النقل والبيئة والطاقة. تتألف عضويتها من أيرلندا والمملكة المتحدة وحكوماتها التفوضية ألا وهي أيرلندا الشمالية واسكتلندا وويلز وحكومات ملحقات التاج البريطاني للملكة المتحدة وهي غيرنزي وجيرزي وجزيرة مان. أما إنجلترا فليست ممثلة في المجلس بصورة فردية بحكم عدم وجود إدارة تفويضية خاصة بها.
وافقت الحكومتان البريطانية والأيرلندية والأحزاب السياسية في أيرلندا الشمالية على تشكيل مجلس بموجب ما نص عليه الاتفاق البريطاني الأيرلندي وهو جزء من اتفاق الجمعة العظيمة الذي تم التوصل إليه عام 1998. تأسس المجلس بصورة رسمية بتاريخ 2 ديسمبر عام 1999، وذلك حين دخل الاتفاق حيز التنفيذ. وهدف المجلس المُعلن عنه هو «تعزيز التنمية المتناغمة والمنفعة المتبادلة لمجموع العلاقات بين شعوب هذه الجزر.» للمجلس أمانة دائمة تقع في أدنبرة باسكتلندا، وتجتمع في جلسة قمة مرتين كل عام وفي اجتماعات وزارية أكثر تواتراً.

## الأعمال
يعقد رؤساء حكومات الدول الأعضاء قمتين كل عام. كما يجري بصورة منتظمة عقد اجتماعات للوزراء المعنيين بمجالاتهم الخاصة. يعمل ممثلو الأعضاء وفقاً لكامل إجراءات السلطة الديمقراطية والمساءلة القانونية في المجالس التشريعية المنتخبة. من ناحية العضوية فإن إنجلترا بخلاف باقي البلدان المكونة للمملكة المتحدة، غير ممثلة بصورة منفصلة، لأنها لا تملك إدارة خاصة بها. وبالتالي فهي ممثلة فقط في المجلس كجزء من المملكة المتحدة. يتم تمويل عمل المجلس من قبل الأعضاء من خلال الاتفاق المتبادل المعتمد فيما بينهم.

## القمم
| رقم القمة                | التاريخ         | المضيف           | القائد/ القادة المضيفين     | مكان الانعقاد                      |       |
| ------------------------ | --------------- | ---------------- | --------------------------- | ---------------------------------- | ----- |
| الأولى                   | 17 ديسمبر 1999  | إنجلترا          | توني بلير                   | لندن                               |       |
| الثانية                  | 30 نوفمبر 2001  | أيرلندا          | بيرتي أهرن                  | دبلن                               |       |
| الثالثة                  | 14 يونيو 2002   | جيرزي            | بيير هورسفول                | ساينت هيلير                        |       |
| الرابعة                  | 22 نوفمبر 2002  | اسكتلندا         | جاك مكونيل                  | نيو لانارك                         |       |
| الخامسة                  | 28 نوفمبر 2003  | ويلز             | رودري مورغان                | كارديف                             |       |
| السادسة                  | 28 نوفمبر 2004  | غيرنزي           | لوري مورغان                 | كاسل كورنت                         |       |
| السابعة                  | 20 مايو 2005    | جزيرة مان        | دونالد غيلنغ                | دوغلاس                             |       |
| الثامنة                  | 2 يونيو 2006    | إنجلترا          | جون بريسكوت                 | لندن                               |       |
| التاسعة                  | 16 يوليو 2007   | أيرلندا الشمالية | إيان بيزلي مارتن ماكغينيس   | بلفاست                             |       |
| العاشرة                  | 14 فبراير 2008  | أيرلندا          | بيرتي أهرن                  | دبلن                               |       |
| الحادية عشر              | 26 سبتمبر 2008  | اسكتلندا         | أليكس ساموند                | ساوث كوينزفيري                     |       |
| الثانية عشر              | 20 فبراير 2009  | ويلز             | رودري مورغان                | كارديف                             |       |
| الثالثة عشر              | 13 نوفمبر 2009  | جيرزي            | تيري لو سيور                | ساينت هيلير                        |       |
| الرابعة عشر              | 25 يونيو 2010   | غيرنزي           | ليندون تروت                 | سان بيتر بورت                      |       |
| الخامسة عشر              | 13 ديسمبر 2010  | جزيرة مان        | طوني براون                  | دوغلاس                             |       |
| السادسة عشر              | 20 يونيو 2011   | إنجلترا          | نك كلغ                      | لندن                               |       |
| السابعة عشر              | 13 يناير 2012   | أيرلندا          | إندا كيني                   | دبلن                               |       |
| الثامنة عشر              | 22 يونيو 2012   | اسكتلندا         | أليكس ساموند                | إستيرلينغ                          |       |
| التاسعة عشر              | 26 نوفمبر 2012  | ويلز             | كاروين جونز                 | كارديف                             |       |
| العشرون                  | 21 يونيو 2013   | أيرلندا الشمالية | بيتر روبنسون مارتن ماكغينيس | ديري                               |       |
| الواحدة والعشرون         | 15 نوفمبر 2013  | جيرزي            | إيان غورست                  | سانت بريلاد                        |       |
| الثانية والعشرون         | 13 يونيو 2014   | غيرنزي           | جوناثون لو توك              | سان بيتر بورت                      |       |
| الثالثة والعشرون         | 28 نوفمبر 2014  | جزيرة مان        | آلان بيل                    | دوغلاس                             |       |
| الرابعة والعشرون         | 19 يونيو 2015   | أيرلندا          | إندا كيني                   | دبلن                               |       |
| الخاسمة والعشرون         | 27 نوفمبر 2015  | إنجلترا          | تيريزا فيليرز               | لندن                               |       |
| السادسة والعشرون         | 17 يونيو 2016   | اسكتلندا         | نيكولا ستارجن               | غلاسكو                             |       |
| السابعة والعشرون (طارئة) | 22 يوليو 2016   | ويلز             | كاروين جونز                 | كارديف                             |       |
| الثامنة والعشرون         | 25 نوفمبر 2016  | ويلز             | كاروين جونز                 | كارديف                             |       |
| التاسعة والعشرون         | 10 نوفمبر 2017  | جيرزي            | إيان غورست                  | سانت بريلاد                        |       |
| الثلاثون                 | 22 يونيو 2018   | غيرنزي           | غافين سانت بيير             | سان بيتر بورت                      | [30]  |
| الواحدة والثلاثون        | 9 نوفمبر 2018   | جزيرة مان        | هاورد كوايل                 | جزيرة مان                          | [31]  |
| الثانية والثلاثون        | 28 يونيو 2019   | المملكة المتحدة  | ديفيد لدينغتون              | مانشستر                            |       |
| الثالثة والثلاثون        | 15 نوفمبر 2019  | أيرلندا          | ليو فرادكار                 | دبلن                               |       |
| الرابعة والثلاثون        | 6 نوفمبر 2020   | اسكتلندا         | نيكولا ستارجن               | عُقدت القمة عبر الفيديو             |       |
| الخامسة والثلاثون        | 11 يونيو 2021   | أيرلندا الشمالية | أرلين فوستر وميشيل أونيل    | منتجع بحيرة لاك إيرن، فيرماناغ     | [ 5 ] |
| السادسة والثلاثون        | 19 نوفمبر 2021  | ويلز             | مارك دريكفورد               | كارديف                             |       |
| السابعة والثلاثون        | 8 يوليو 2022    | غيرنزي           | بيتر فيربراش                | فندق سانت بيير بارك، سان بيتر بورت |       |
| الثامنة والثلاثون        | 11 نوفمبر 2022  | إنجلترا          | ريشي سوناك                  | بلاكبول                            | [ 6 ] |
| التاسعة والثلاثون        | 16 يونيو 2023   | جيرزي            | كريستينا مور                | سانت بريلاد                        | [ 7 ] |
| الأربعون                 | 24 نوفمبر 2023  | أيرلندا          | ليو فرادكار                 | قلعة دبلن                          |       |
| الواحدة والأربعون        | 21 يونيو 2024   | جزيرة مان        | ألفريد كانان                | جزيرة مان                          | [ 8 ] |
| الثانية والأربعون        | 5-6 ديسمبر 2024 | اسكتلندا         | جون سويني                   | إدنبرة                             | [ 9 ] |

## وصلات خارجية
- الموقع الرسمي